# Lyt til din ryg
|  | Denne artikel er oprettet af botten Steenthbot ud fra en ekstern database. Den kan derfor have sproglige fejl eller mangler. Denne skabelon kan fjernes efter kontrol af indholdet. |

Lyt til din ryg er en dansk dokumentarfilm fra 1986 instrueret af Mogens Kløvedal.